# Ретроскоп/Босяки
Ретроскоп/Босяки — музыкальные альбомы Юрия Морозова, составленные на основе первых записей автора, осуществленных на протяжении 1968 — 1978 гг. Распространялся в виде двух одноименных магнитоальбомов.

## «Ретроскоп»
Материал записи — авторские композиции Юрия Морозова, сочиненные в 1967-1971 гг. и позже (подвергшиеся частичным текстовой и музыкальной доработкам)

Запись производилась на магнитофоне «Айдас» в домашних условиях по доброй воле и без значительных
приступов тщеславия, но зачастую в состоянии лирического и сексуального подъёма.— Юрий Морозов. Книга «Против течения»

## Список композиций
Все тексты и музыка написаны Юрием Морозовым.

### Оригинальный магнитоальбом (трек-лист 1978 года)
| №                   | Название                                              | Длительность |
| ------------------- | ----------------------------------------------------- | ------------ |
| 1.                  | «Мы расстались»                                       | 2:09         |
| 2.                  | «Помни все, пожалуйста»                               | 1:57         |
| 3.                  | «Галка»                                               | 1:32         |
| 4.                  | «Пока я твой»                                         | 2:14         |
| 5.                  | «Ты никогда»                                          | 1:46         |
| 6.                  | «Где-то, что-то»                                      | 1:34         |
| 7.                  | «Стисну до боли»                                      | 1:33         |
| 8.                  | «Пока живёт мечта»                                    | 1:22         |
| 9.                  | «Встретил однажды»                                    | 1:10         |
| 10.                 | «Джулия» (сочинение 1969 года)                        | 1:10         |
| 11.                 | «Уплыву я в далекие страны» (сочинение 1967 года)     | 1:33         |
| 12.                 | «Дождь» (сочинение 1968 года)                         | 2:53         |
| 13.                 | «Я люблю» (сочинение 1968 года)                       | 1:52         |
| 14.                 | «Я сейчас тебе признаюсь» (сочинение 1969 года)       | 1:38         |
| 15.                 | «Ну, кто на свете знает женщин» (сочинение 1967 года) | 1:30         |
| 16.                 | «Этот день»                                           | 1:10         |
| 17.                 | «Карабах» (сочинение 1969 года)                       | 1:43         |
| Общая длительность: | Общая длительность:                                   | 30:48        |

- (1-9) — сочинены и записаны в 1968—1971 во Владикавказе (в то время — Орджоникидзе) на магнитофон «Айдас — 12М»;
- (10) — записана в 1973 году в Ленинграде на магнитофон «Юпитер — 201 Стерео»;
- (11-15,17) — записаны в 1978 году на основе ранних сочинений на магнитофон «Юпитер — 201 Стерео»;
- (16) —  сочинена и записана в 1978 году.

В 1974 автором осуществлялась звуковая коррекция на профессиональном студийном оборудовании ленинградского филиала «Мелодии» записей 1968 — 1973 гг.
Позже, после генеральной реставрации в мае 2003 года, трек-лист, по замыслу автора приобрел ( после перекомпоновки, исключения и добавления новых композиций) следующий вид:

### Трек-лист авторского издания 2003 года
| №                   | Название                                                                                | Длительность |
| ------------------- | --------------------------------------------------------------------------------------- | ------------ |
| 1.                  | «Мы расстались»                                                                         |              |
| 2.                  | «Помни все, пожалуйста»                                                                 |              |
| 3.                  | «Галка»                                                                                 |              |
| 4.                  | «Пока я твой»                                                                           |              |
| 5.                  | «Ты никогда»                                                                            |              |
| 6.                  | «Где-то, что-то»                                                                        |              |
| 7.                  | «Стисну до боли»                                                                        |              |
| 8.                  | «Пока живёт мечта»                                                                      |              |
| 9.                  | «Встретил однажды»                                                                      |              |
| 10.                 | «Если ты позволишь мне» (из ранних записей 1968 — 1971 гг. на магнитофон «Айдас — 12М») |              |
| 11.                 | «Джулия»                                                                                |              |
| 12.                 | «Я люблю»                                                                               |              |
| 13.                 | «Я сейчас тебе признаюсь»                                                               |              |
| 14.                 | «Этот день»                                                                             |              |
| 15.                 | «Карабах»                                                                               |              |
| Общая длительность: | Общая длительность:                                                                     | 24:36        |

## Участники записи
- Юрий Морозов — вокал, гитары, бас-гитара, перкуссия

## «Босяки»
Преимущественно, запись состоит из наигранных и спетых в один вечер Морозовым и Кузнецовым (музыкантов, уже к тому времени распавшейся группы «Босяки») песен из собственного сочинения и обработок зарубежных рок-н-рольных стандартов в 1971 году во Владикавказе:
```

```

...К моменту записи мы прекратили концертные выступления ввиду скорого моего отъезда в Ленинград, и команда распалась. Кузя, выскользнувший из моей железной десницы, курил анашу и пьянствовал. Но в последний вечер перед отъездом я отыскал его в каких-то трущобах и привёл в ярко освещенное место, где на столе стояло вино и магнитофон «Тембр», а под столом лежали две гитары. И мы стали петь и пить, по мере возможности
заменяя и бас, и орган, и прочее. Конечно, эта запись имеет мало общего с истинным лицом «Босяков» периода расцвета. Чтобы как-то скрасить некоторые убогие и фальшивые места, три года спустя я наложил некоторые партии голосов и гитар, но это мало что изменило в общей картине босяцкого разгула.— Юрий Морозов. Книга «Против течения»

### Оригинальный магнитоальбом  (трек-листы 1971 и 2003 года идентичны)
| №                   | Название                                                                                      | Текст песни                      | Музыка                                    | Длительность |
| ------------------- | --------------------------------------------------------------------------------------------- | -------------------------------- | ----------------------------------------- | ------------ |
| 1.                  | «Босяки»                                                                                      | Юрий Морозов                     | Юрий Морозов                              | 2:04         |
| 2.                  | «Сеньора» (Мелодия песни из репертуара «Bee Gees»)                                            | Александр Кузнецов, Юрий Морозов | Барри Гибб, Робин Гибб                    | 2:01         |
| 3.                  | «Есть места» (Мелодия песни из репертуара «Beatles» («In My Life»))                           | Юрий Морозов                     | Джон Леннон                               | 2:16         |
| 4.                  | «Люси» (Мелодия песни из репертуара «Beatles» («I Feel Fine»))                                | Юрий Морозов                     | Джон Леннон                               | 1:47         |
| 5.                  | «Чтоб не упал друг»                                                                           | Юрий Морозов                     | Юрий Морозов                              | 1:27         |
| 6.                  | «Виновата сама» (Мелодия песни из репертуара «Beatles» («The Fool on The Hill»))              | Юрий Морозов                     | Пол Маккартни                             | 2:03         |
| 7.                  | «Весна» (Мелодия песни из репертуара «Four Tops»)                                             | Юрий Морозов                     | Ламон Дозье                               | 1:42         |
| 8.                  | «Встретил однажды»                                                                            | Юрий Морозов                     | Юрий Морозов                              | 1:32         |
| 9.                  | «А может, это любовь»                                                                         | Александр Кузнецов, Юрий Морозов | Александр Кузнецов                        | 1:33         |
| 10.                 | «Ответ, наверно, есть»                                                                        | Юрий Морозов                     | Юрий Морозов                              | 2:17         |
| 11.                 | «Звезды горят напрасно»                                                                       | Юрий Морозов                     | Юрий Морозов                              | 1:55         |
| 12.                 | «Аленький цветочек»                                                                           | неизвестен                       | неизвестен                                | 2:52         |
| 13.                 | «Ты не даешь мне денег» (Мелодия песни из репертуара «Beatles»)                               | Юрий Морозов                     | Пол Маккартни                             | 1:46         |
| 14.                 | «Иногда» (Мелодия песни из репертуара «Beatles»)                                              | Юрий Морозов                     | Мередит Уилсон, аранжировка Юрия Морозова | 2:03         |
| 15.                 | «Голубые глаза»                                                                               | Юрий Морозов                     | Юрий Морозов                              | 2:07         |
| 16.                 | «Глупый мальчик» (Мелодия песни из репертуара «The Searchers»)                                | Александр Кузнецов, Юрий Морозов | Майк Столлер                              | 2:37         |
| 17.                 | «Моя мадонна» (Мелодия песни из репертуара «Beatles» («I'm looking through you»))             | Юрий Морозов                     | Пол Маккартни                             | 1:52         |
| 18.                 | «Я сейчас тебе признаюсь» (проба на репетиции 1969 года)                                      | Юрий Морозов                     | Юрий Морозов                              | 0:44         |
| 19.                 | «Воскресенье» (Мелодия песни из репертуара «Beatles» («I'm so happy just to dance with you»)) | Юрий Морозов                     | Джон Леннон                               | 2:00         |
| 20.                 | «Ответ, наверно, есть» (запись 1970 года)                                                     | Юрий Морозов                     | Юрий Морозов                              | 2:08         |
| Общая длительность: | Общая длительность:                                                                           | Общая длительность:              | Общая длительность:                       | 43:56        |

Все композиции записаны на магнитофон «Тембр». В 1974 автором осуществлялась звуковая коррекция на профессиональном студийном оборудовании ленинградского филиала «Мелодии». Наложены дополнительные партии гитар, бас-гитары, вокала и ксилофона.

## Участники записи
«Босяки»:
- Юрий Морозов — вокал, гитары, бас-гитара, перкуссия, ксилофон
- Александр Кузнецов — вокал, соло-гитара
- Марк Полин — фортепиано (20)
- В. Елфимов — голос (8)